# Žana
Žana je žensko osebno ime.

## Slovenske različice imena
Žanda, Žanet, Žaneta, Žanetka, Žanica, Žanika, Žanin, Žanina, Žanja, Žanka

## Tujejezikovne različice imena
Jeanne, Jeannine, Jeannette

## Izvor imena
Ime Žana je ženska oblika imena Žan.

## Pogostost imena
Po podatkih Statističnega urada Republike Slovenije je bilo na dan 31. decembra 2007 v Sloveniji 551 oseb, ki so imele to ime. Med vsemi ženskimi imeni je ime Žana po pogostosti uporabe uvrščeno na 244 mesto. Ostale oblike imena, ki so bile na ta dan še v uporabi: Žanet(81), Žaneta(18) in Žanina(8).

## Osebni praznik
V koledarju je ime Žana uvrščeno k imenoma Žan in Žanin, obadva pa k imenu Janez.

## Znane osebe
- Žana Povše, slovenska pevka zabavne glasbe
- Žanina Mirčevska, dramatičarka, dramaturginja, prevajalka
- Žana Prislan, slovenska športna plavalka
- Žana Popovska, ruska dramska igralka
- Žana Kalan